# NGC 6068A
NGC 6068A (другие обозначения — MCG 13-11-17, KCPG 476A, ZWG 354.30, KAZ 52, ZWG 355.4, NPM1G +79.0130, PGC 56363) — линзообразная галактика (S0) в созвездии Малая Медведица.
Этот объект не входит в число перечисленных в оригинальной редакции «Нового общего каталога» и был добавлен позднее.